# Rhyacionia frustrana
The Nantucket pine tip moth (Rhyacionia frustrana) là một loài bướm đêm thuộc họ Tortricidae. Nó được tìm thấy ở Massachusetts phía nam đến Florida, phía tây đến Missouri, Oklahoma, Texas và California. Nó cũng được tìm thấy ở Cộng hòa Dominica, Cuba, Jamaica, México (Oaxaca), Guatemala, Honduras và Nicaragua.

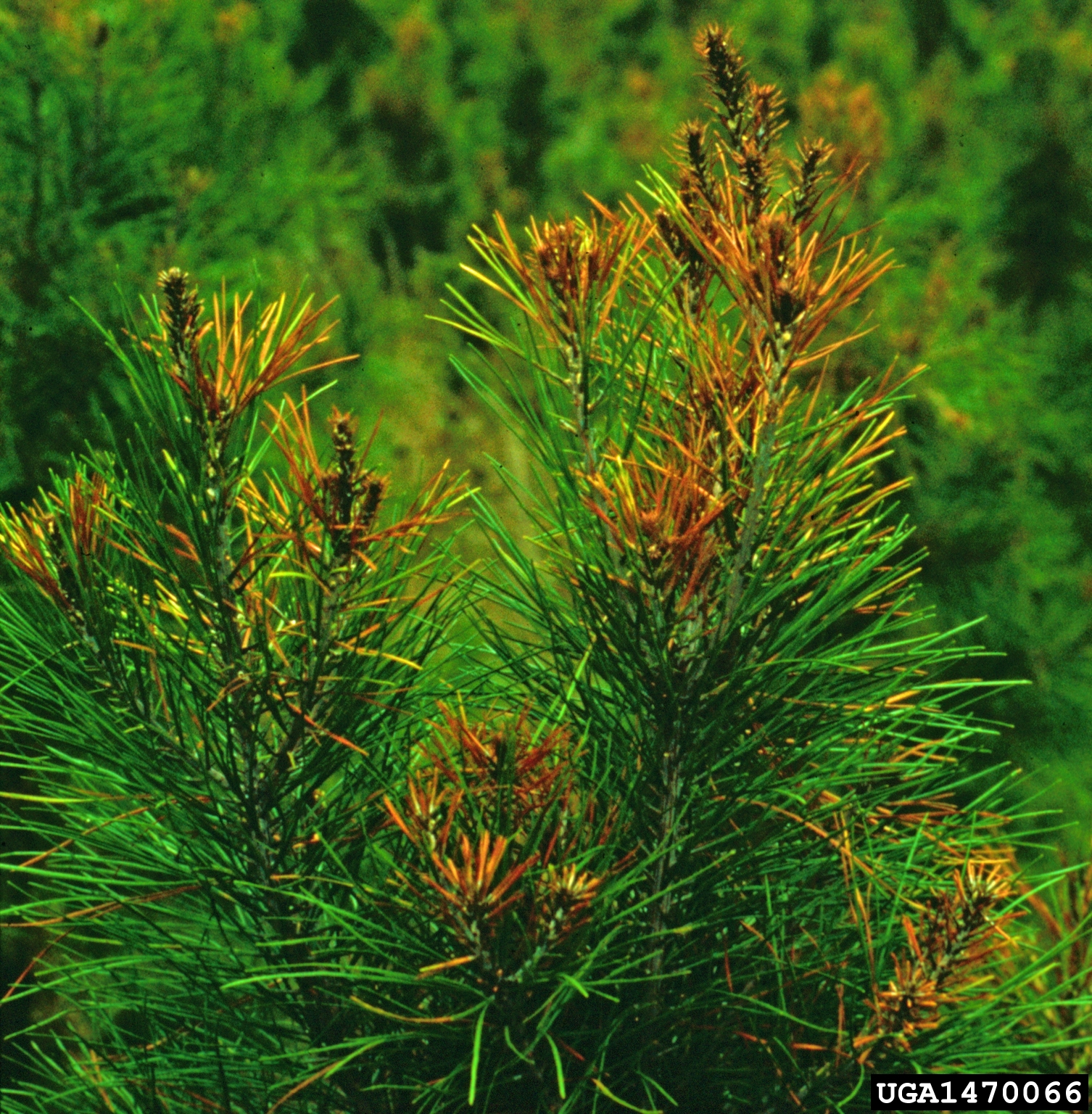
Damage

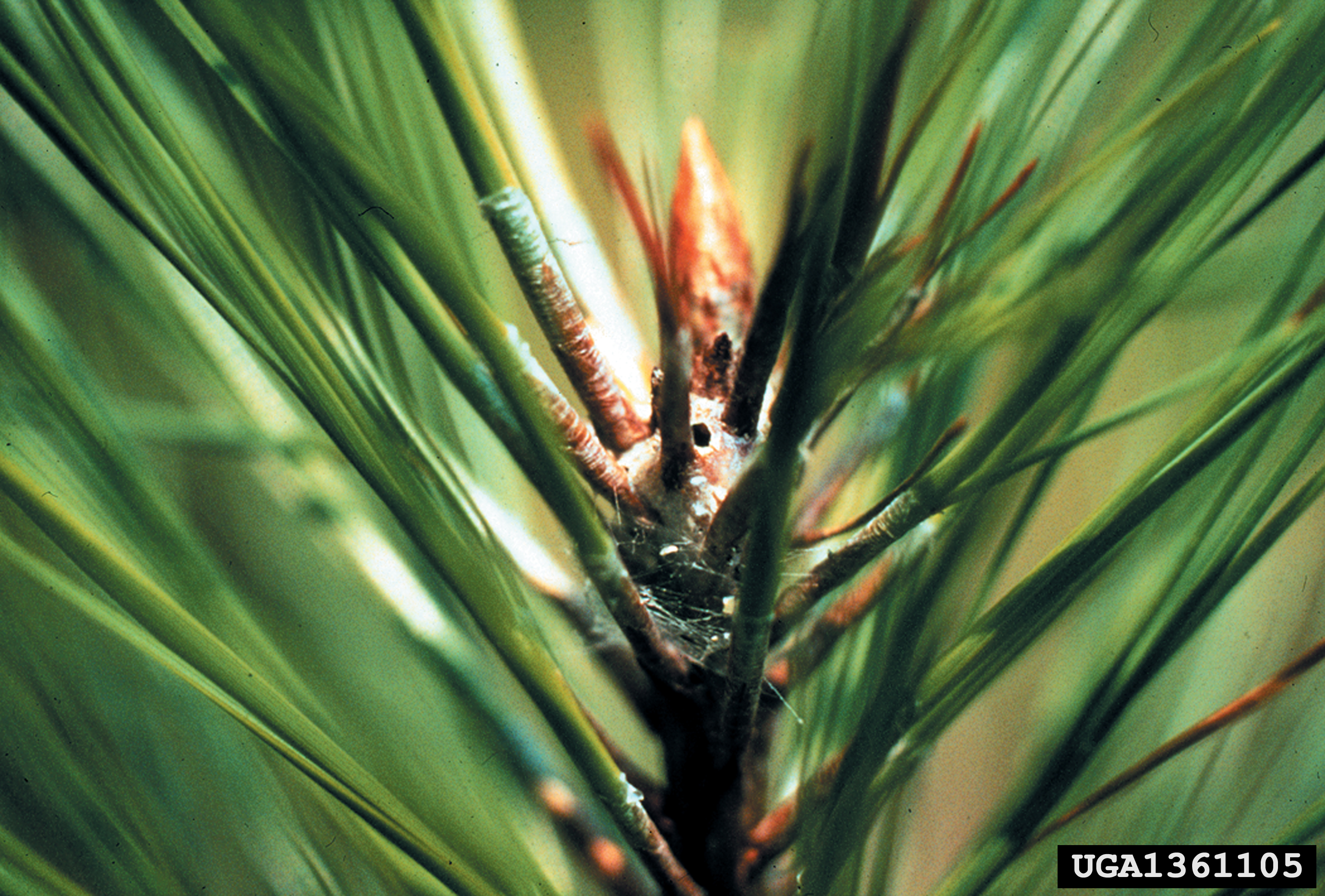
Larval web

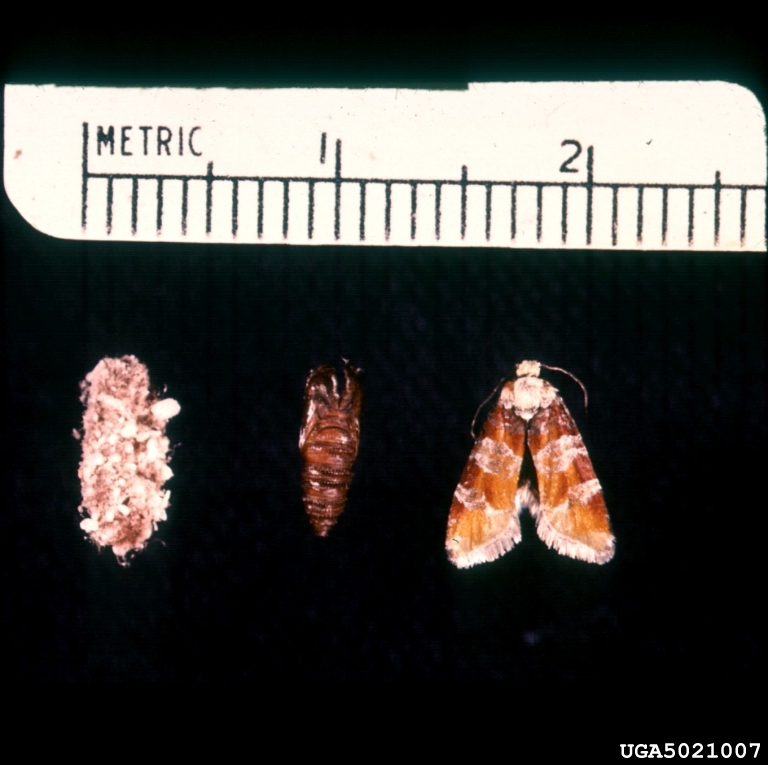
Life Cycle

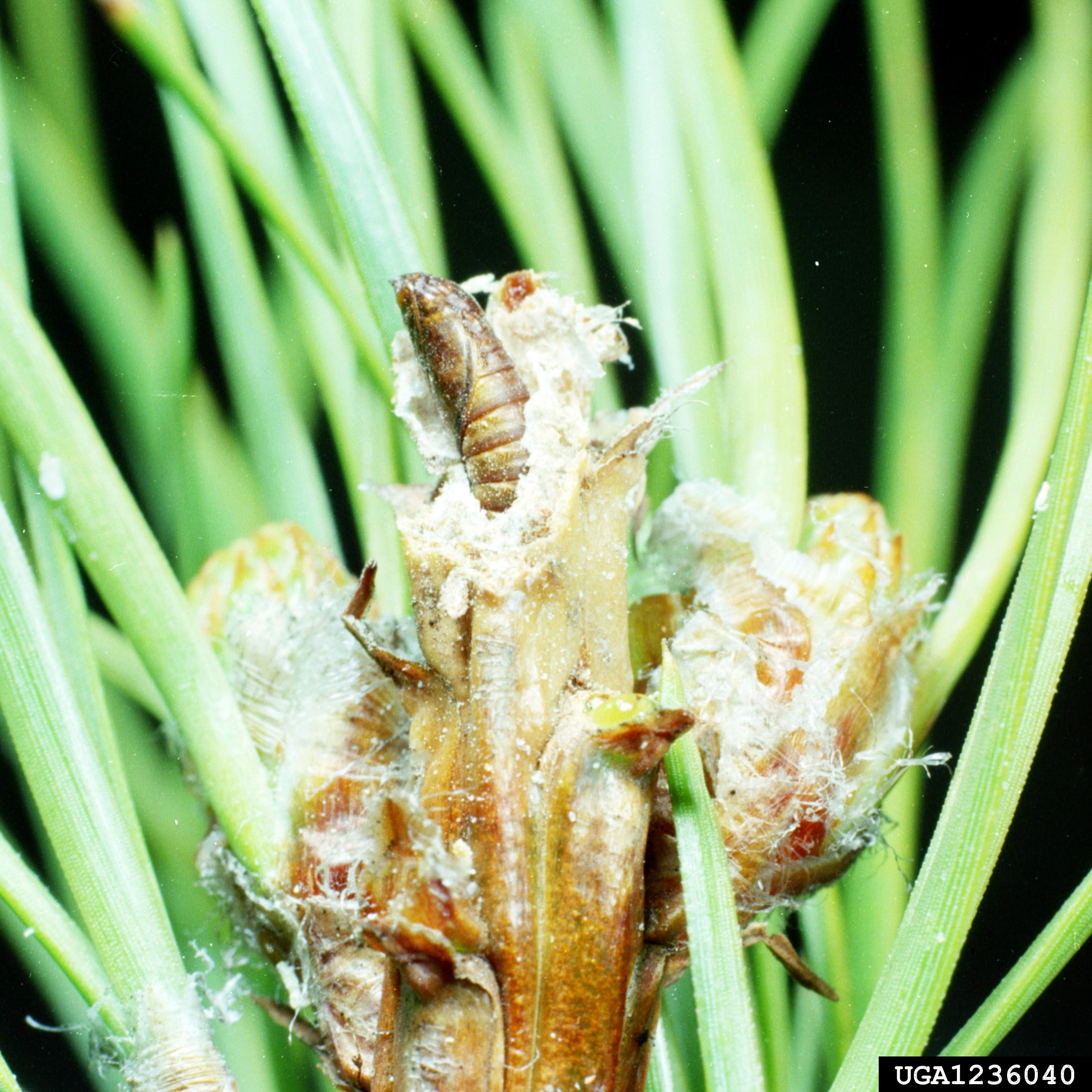
Pupa

Sải cánh dài khoảng 11 mm. Adults emerge in early spring, at times as early as tháng 2 in Florida. There are four to five generations per year in Florida.
Ấu trùng ăn various pine species, bao gồm Pinus caribaea, Pinus cubensis, Pinus banksiana, Pinus taeda, Pinus contorta, Pinus radiata, Pinus oocarpa, Pinus rigida, Pinus serotina, Pinus ponderosa, Pinus resinosa, Pinus clausa, Pinus sylvestris, Pinus echinata, Pinus elliottii, Pinus glabra, Pinus pungens và Pinus virginiana. Nó được xem là loài gây hại cây thông trồng.

## Hình ảnh

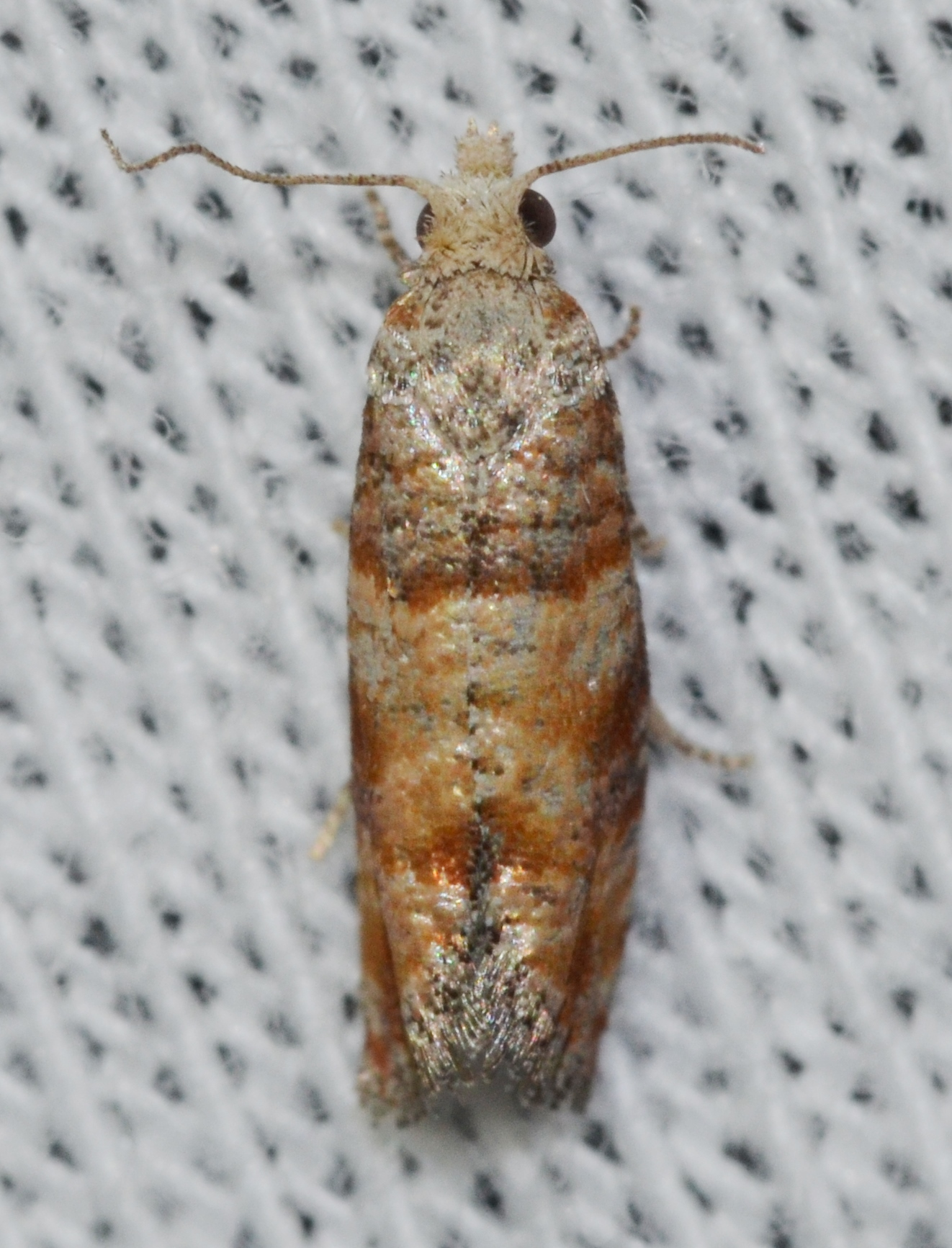
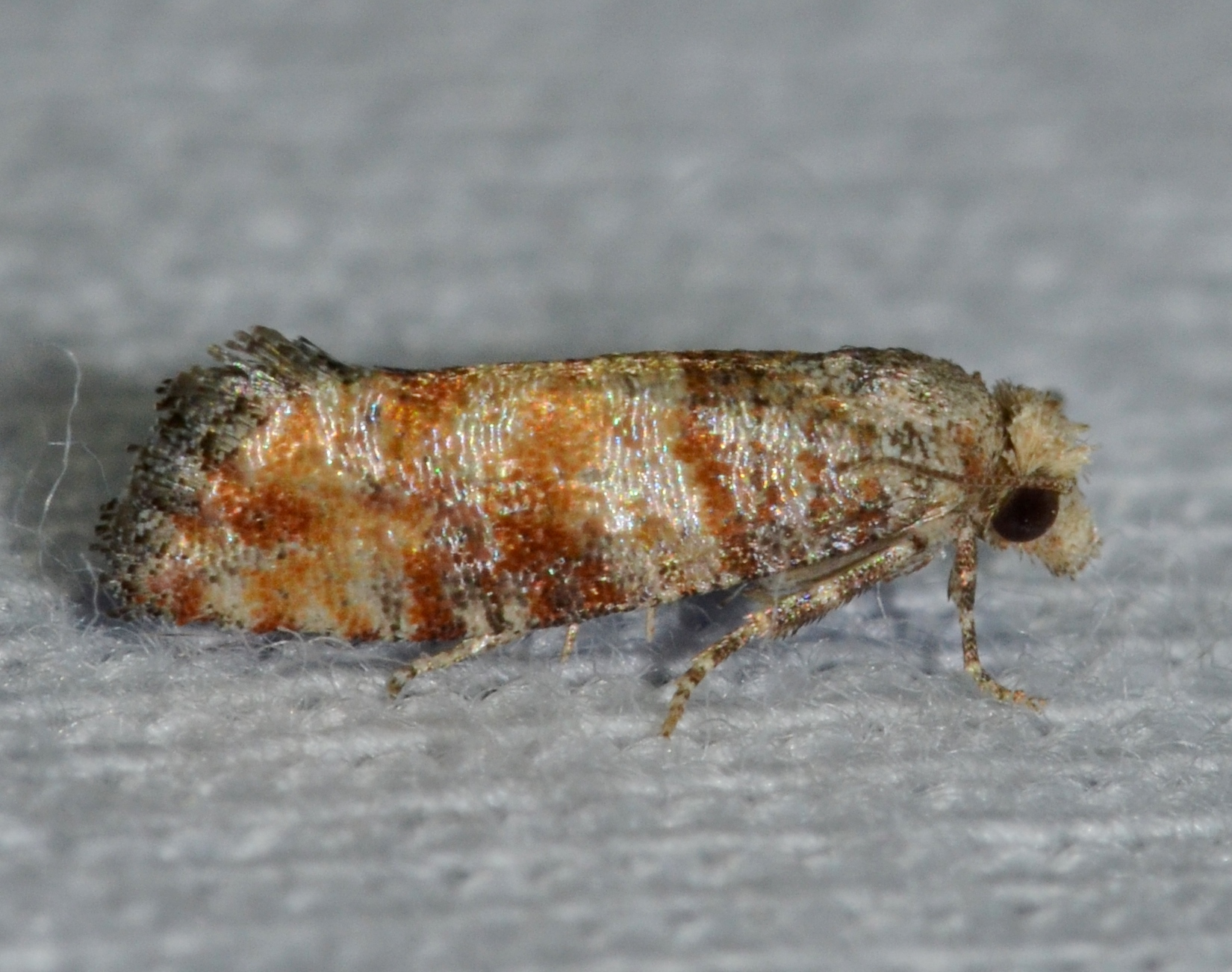